# コシダカホールディングス

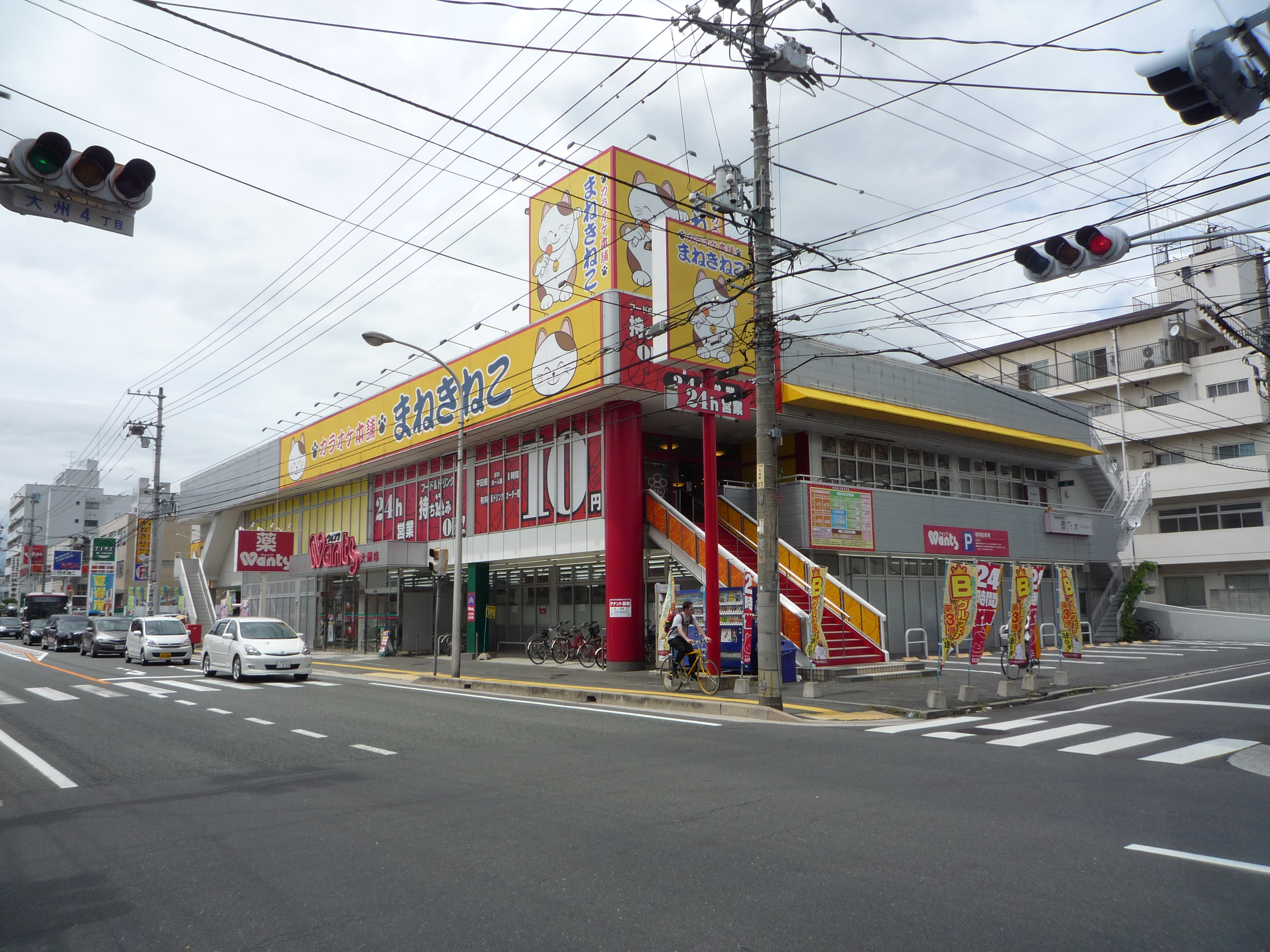
『まねきねこ』の店舗の例
（広島大州店）

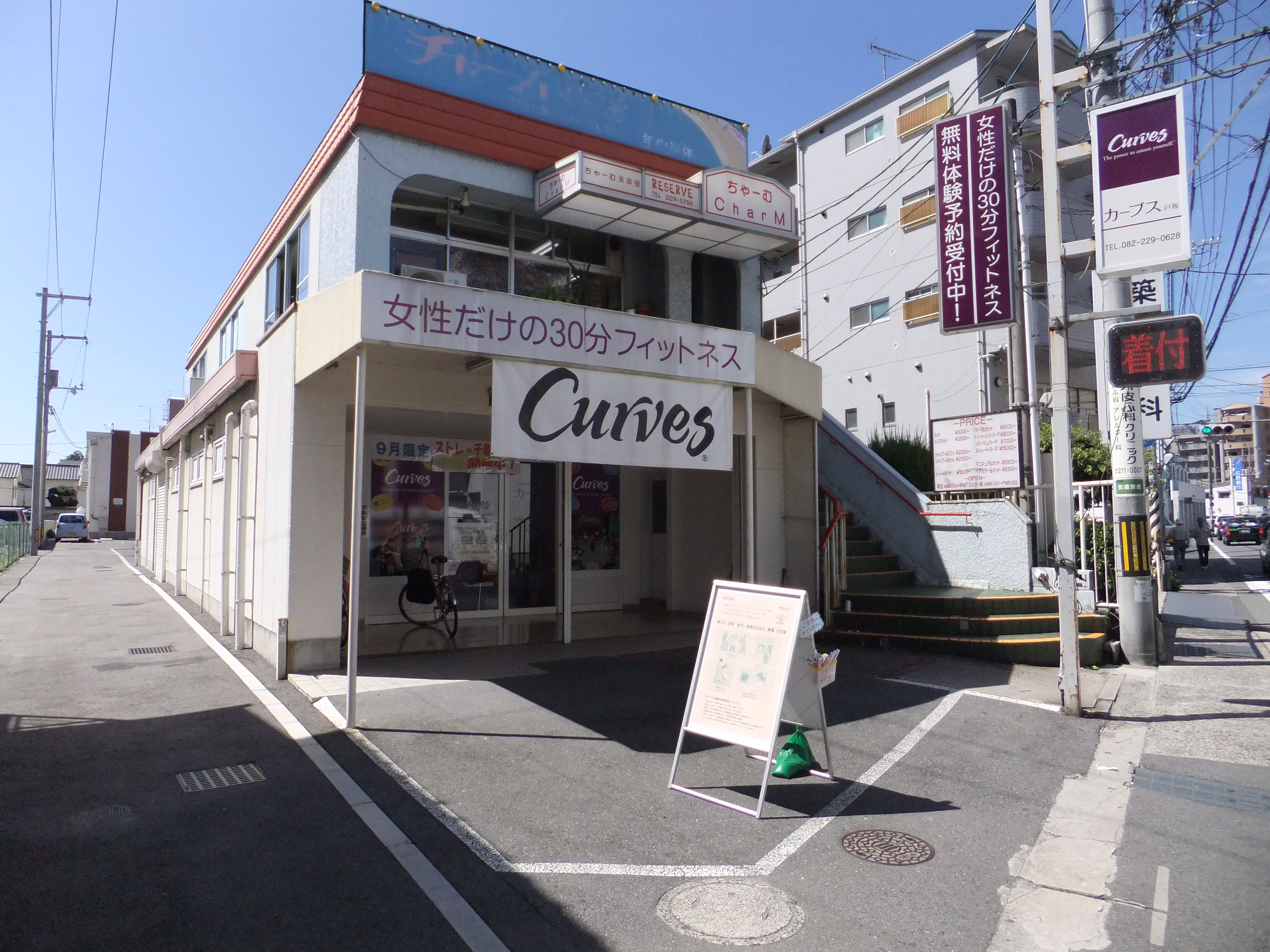
『カーブス』の店舗の例
（戸坂店）

株式会社コシダカホールディングスは、カラオケボックス「カラオケ まねきねこ」を運営する株式会社コシダカなどを傘下に持つ純粋持株会社である。
本社機能は東京都渋谷区道玄坂に置くが、本店は群馬県前橋市。かつてはフィットネスチェーン「カーブス」を運営する株式会社カーブスジャパンも傘下に置いていた。

## 沿革
- 1967年 - 有限会社新盛軒として設立（代表：腰髙善治）
- 1970年 - 上州ラーメンの屋号にてチェーン展開を開始（最盛期6店舗）
- 1990年8月 - カラオケボックス1号店（オイコット）開設
- 1993年12月 - カラオケまねきねこ1号店（前橋小相木店）開設
- 1995年8月 - 代表取締役社長に腰髙 博が就任
- 1997年6月 - カラオケまねきねこ 居抜き出店1号店（伊勢崎店）開設
- 2000年3月 - 株式会社コシダカに組織、名称変更
- 2004年10月 - カラオケまねきねこ 100店舗目（別府荘園店）開設
- 2006年3月 - カーブス1号店（北海道）、2号店（埼玉県）同日開設
- 2007年6月 - ジャスダック証券取引所に株式上場
- 2008年10月 - 株式会社カーブスジャパンの株式取得し、子会社化。
- 2010年
  - 4月 - カラオケまねきねこ 300店舗目（足利朝倉店）開設
  - 7月 - 株式会社韓国コシダカを設立。
  - 9月 - 純粋持株会社制に移行し、株式会社コシダカホールディングスに商号変更。
- 2011年
  - 1月 - 株式会社シュクランの株式取得し、子会社化。
  - 6月
    - カーブス 1,000店舗達成
    - カラオケまねきねこ 海外1号店 江南（カンナム）店（韓国ソウル）開設

  - 11月 - ひとりカラオケ専門店ワンカラ1号店（神田駅前店）開設
- 2013年
  - 自社カラオケシステム「すきっと」テストサービス開始。
  - 11月 - KOSHIDAKA INTERNATIONAL PTE.LTD. 設立
  - 12月 - KOSHIDAKA MANAGEMENT SINGAPORE PTE.LTD. 設立
- 2014年
  - 1月 - カラオケシステム「すきっと」本サービス開始。
  - 2月 - K BOX ENTERTAINMENT GROUP PTE.LTD. の株式取得し、子会社化。
  - 7月 - 本社機能を東京に移転
  - 9月 - 株式会社北海道コシダカ、株式会社シュクランが合併。株式会社北海道コシダカが株式会社ハイ・スタンダードに商号変更。
  - 10月
    - 株式会社コシダカビジネスサポートを設立
    - カーブス1,500店舗達成

  - 12月 - カラオケまねきねこハラル認証1号店 四谷三丁目店開設
- 2015年
  - 4月 - 株式会社ムーンの株式取得（子会社化）
  - 月 - 株式会社イングリッシュアイランドの株式取得（子会社化）
- 2016年
  - 3月 - 株式会社コシダカファシリティーズ、株式会社コシダカIPマネジメントが合併。株式会社コシダカファシリティーズが株式会社コシダカプロダクツに商号変更。
  - 11月 - 東京証券取引所市場第一部に市場変更。
- 2017年
  - 7月 - カラオケまねきねこ 500店舗目（中洲川端駅前店）開設
  - 11月 - 11月24日の株主総会で会計監査人を仰星監査法人へ変更する予定があったが、仰星が辞退したことで取り止めとなった[1]。
  - 11月30日 - 会計監査人から4項目の指摘を受け、内部統制報告書を関東財務局に提出した[2][3]。
- 2018年
  - 3月31日 - カーブスホールディングスが、カーブス事業の世界総本部 Curves International Holdings, Inc.の株式取得し、連結子会社化[4]。
  - 4月20日 - 連結子会社のCurves International, Inc.が、Cyclone CV, Inc.、Curves International Holdings, Inc.、Curves For Women II, L.C.、Curves International Japan, LLCの4社を吸収合併[5]。
  - 5月 - KOSHIDAKA MALAYSIA SDN. BHD. 設立[6]。
  - 10月 - 環境保護の観点から、「カラオケまねきねこ」「ワンカラ」「まねきの湯、らんぷの湯」全店でプラスチック製ストローの使用を廃止し、順次紙製など代替品を導入[7]。
- 2019年12月 - カラオケシステム「すきっと」サービス終了。
- 2020年
  - 3月1日 - 子会社のカーブスホールディングスを親会社のコシダカホールディングスとは資本関係のない独立した会社にする「スピンオフ」制度を活用し、事業を分離した。日本の企業で同制度を活用するのは今回のケースが初めてとなった[8][9]。
- 2021年
  - 4月16日 - KOSHIDAKA SINGAPORE PTE.LTD.の解散を発表[10]。
  - 5月1日 - 株式会社大庄からカラオケ事業を譲受[11][12]。
- 2023年12月7日 - 「築地銀だこ」を展開するホットランドとの資本業務提携を発表。アミューズメントや飲食分野での連携を深め、コシダカが展開するカラオケ店などでホットランドの冷凍たこ焼きを販売するほか、相互送客や海外で共同事業を進めていくことが狙いで互いの株式3億円相当（0.35～0.7％程度）を持ち合うとした[13]。
- 2024年
  - 9月10日 -「株式会社音娯時間エンターテインメント」と次世代カラオケルーム体験の提供に向けた共同研究を発表[14]
  - 11月12日 - オリジナルのカラオケ機種「E-bo」をリリース[15]

## 事業形態

### カラオケ まねきねこ

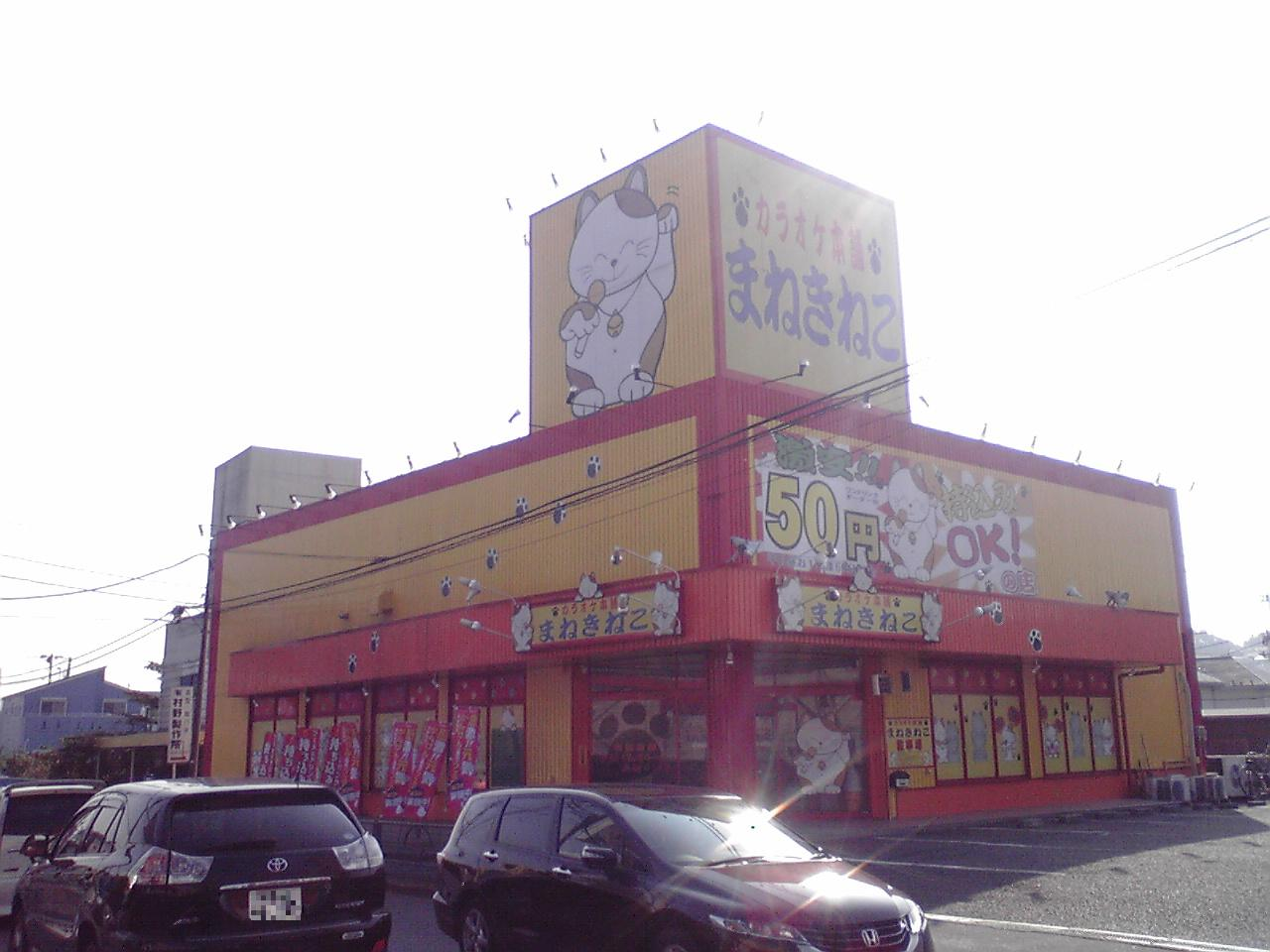
2009年撮影
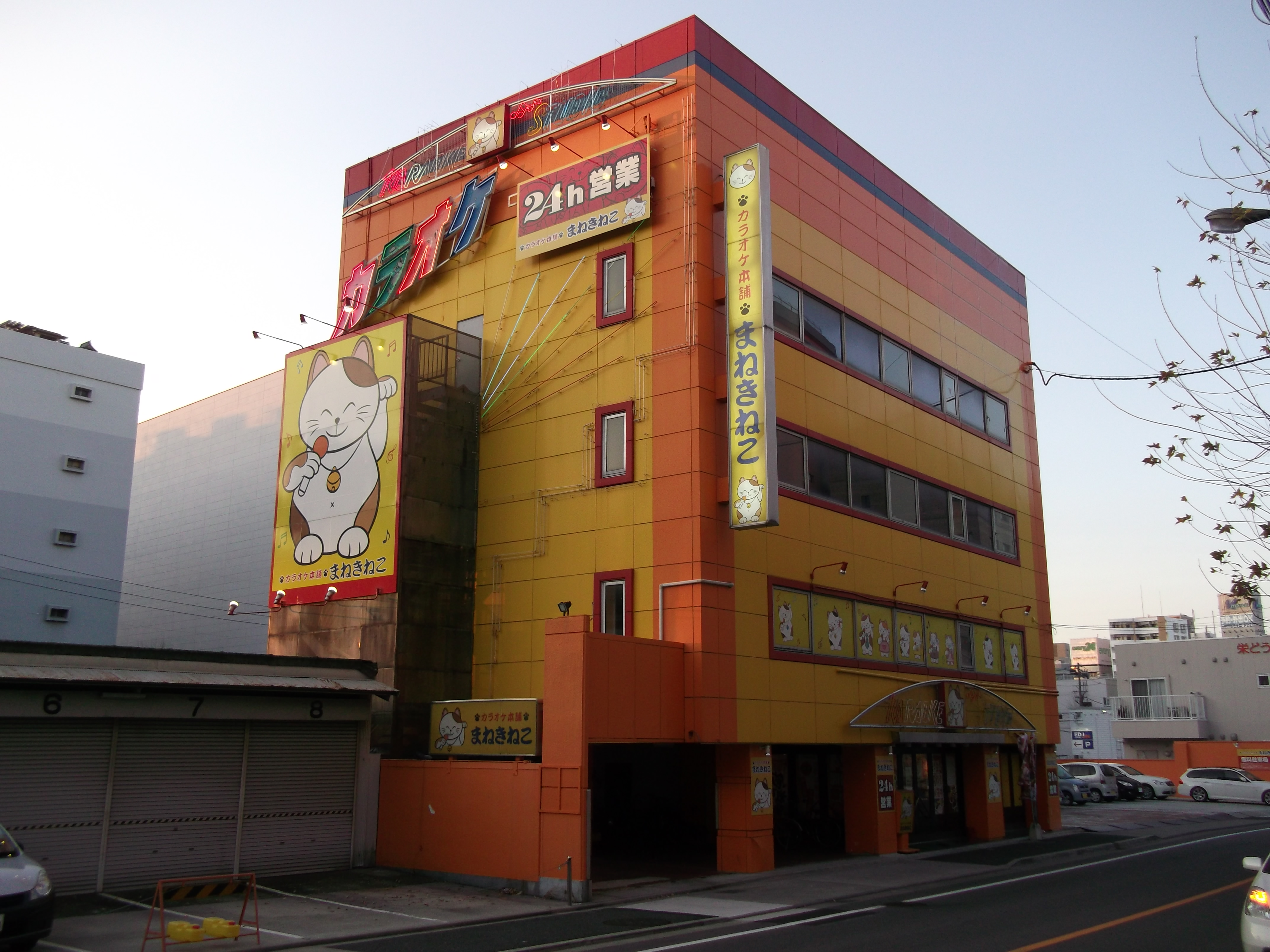
2013年撮影
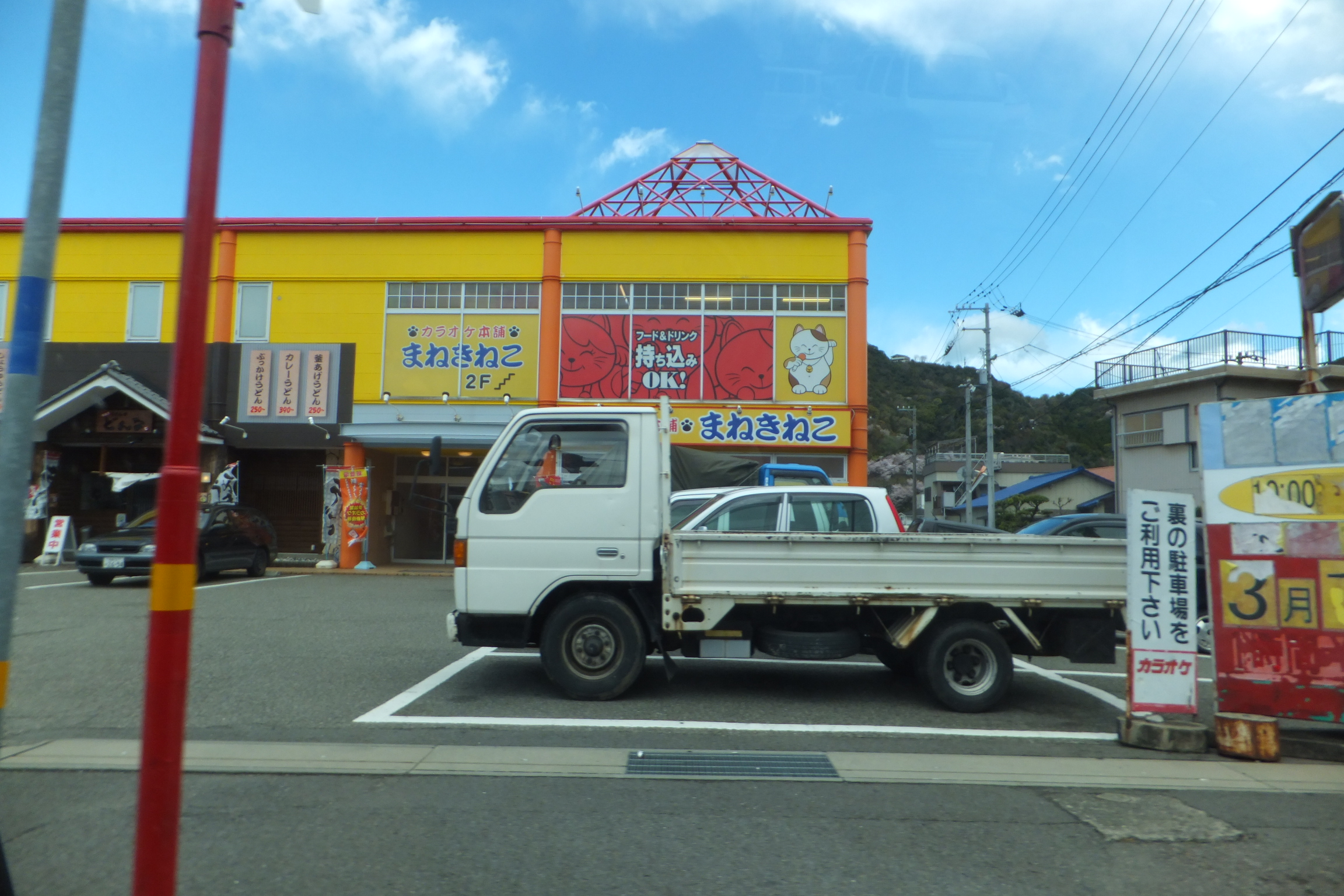
2014年撮影

通称「まねきねこ」。2010年に300店舗を達成し、「シダックス」を抜いて店舗数1位に躍り出る。2018年現在店舗数・売上とも第一興商グループ「ビッグエコー・カラオケマック」に次いで2位。2017年7月現在で全国に500店舗を突破。韓国・シンガポール・マレーシアにも出店している。多くの店舗で飲食物の持ち込みを許可している。
出店戦略としては、閉店した個人経営（場合によっては撤退した大手チェーン）のカラオケ店を借り受け、出店する「居抜き出店」を中心に行っている。これにより出店費用を建築出店の2割以下に抑えることができ、上で述べたような利用料金の低価格設定や斬新なサービスを可能にしている。2006年9月の本庄店（埼玉県）を皮切りに建築出店も行っている。社員独立制度による出店も行っている。
全店会員制となっており、入会金は200円で年会費は不要。会員制度は全店共通で、一度入会すれば日本国内の全店舗で使用可能。ランシステムが開発した自動入会システムが使用されている。
設置機種については、DAM・JOYSOUNDの2大メーカーと、まねきねこオリジナル機種「E-bo」を使用している。かつてはBMBのUGAや自社開発の「すきっと」も導入していた。
2016年9月1日、東京都・神奈川県・埼玉県・千葉県内の全店舗を全室禁煙とし、店舗内に喫煙スペースを設置した。キャラクターは招き猫の「まねっきー」である。
青森新町通り店（青森県青森市）には、「カフェネットムーン」（インターネットカフェ）が併設しており、「カラオケ まねきねこ」青森新町通り店の会員カードで、「カフェネットムーン」が利用できる。ただし、フロントが別の為、「カラオケルーム」と「ネットカフェ」を利用する場合、それぞれ個別に入館手続きをしなければならない（同時入館手続き不可）。

### まねきの湯
スーパー銭湯事業、日本全国2店舗。「まねきねこ」同様に、閉店したスーパー銭湯に居抜きで出店。「まねきねこ」と食材などを共通仕入れしている。

## 過去の事業
スポルト
ボウリング事業。元々は三井物産と ブランズウィック・コーポレーション（米国）の共同事業の『日本ブランズウィック』だった。2010年9月に三井物産が株式売却したため、コシダカのグループ会社になった。2012年10月に、全株式をヴィーナス・ファンドに売却。子会社から外れた。
ORT&K（コシダカ）
コシダカシアター（コシダカ）
カーブス
アメリカ合衆国テキサス州ウェーコに本社を持つフィットネスクラブ「カーブス」を日本で運営している。日本での店舗網は1,900店舗（2018年1月現在）である。特徴として、女性専門・30分のトレーニングプログラムを特徴にしている。2020年3月1日に「スピンオフ」制度を活用して、独立企業とし、同事業を分離した。

## 禁煙者・非喫煙者への賞与
2013年3月18日、賞与支給前の直近6カ月間にたばこを吸わなかった社員に対し、賞与を3万円上積みする制度を創設したと発表した。安倍政権の賃上げ要請に応えると同時に、社員の健康増進も図るためと説明している。3月支給賞与では2月までの半年間、9月賞与では8月までの半年間にそれぞれ全く喫煙をしなかったと自己申告した社員を対象に、所属長などの確認手続きを経て賞与を3万円増額する。

## 株主総会運営による不手際
2017年8月期定時株主総会（2017年11月24日開催）の招集手続きに対し、不手際があった。「上場会社にあるまじき」と評している株主総会運営に詳しい弁護士もいる。
コシダカホールディングスは、会計監査人（新日本監査法人）の監査報告書と監査等委員会の監査報告書を受領する前に招集通知を発送した。結果としては、2017年11月17日に監査報告書を入手し、24日の株主総会は無事に開催された。コシダカホールディングス側は「事務処理ミス」としているが、「招集手続きの瑕疵として株主から株主総会決議取り消し訴訟を起こされてもおかしくないケース」と指摘する弁護士もいる。
また、会計監査人から「多岐にわたる勘定科目の残高の誤り」、「関係会社株式評価プロセスの運用不備」など4項目の指摘を受け、内部統制に関して開示すべき重要な不備があったとし、同年11月30日に内部統制報告書を関東財務局に提出した。
その後、同社は会計コンサルタントの指導に基づく決算財務報告プロセスの見直しを行った。また、経理、決算業務にあたる専門知識を有する人材、および内部統制に関する専門知識を有する人材の補充を行うことにより、再発防止策を講じている。